# Gerda Tarobrug
De Gerda Tarobrug (brug 2125) is een bouwkundig kunstwerk in aanbouw in Amsterdam-Oost.
Vanaf augustus 2021 werd gewerkt aan de bouw van deze brug die de verbinding moet leggen tussen het Centrumeiland en Strandeiland in IJburg. De brug komt te liggen over de Merdekagracht. Als met de bouw begonnen wordt is Centrumeiland nog niet afgebouwd en het Strandeiland eigenlijk één groot strand (zandvlakte). De Merdekagracht is een modderachtige sloot. Een maand voordat de bouw begon gaf de gemeente Amsterdam deze brug haar naam, een vernoeming naar oorlogsfotografe Gerda Taro.
De brug is ontworpen door Benthem Crouwel Architekten, die al eerder een aantal bruggen voor IJburg ontwierp. Zo is ook de naamloze brug 2030 door dat kantoor ontworpen. De brug gaat in de periode 2023-2025 dienen voor de uitleg van nutsvoorzieningen en woningbouw. Ballast Nedam bouwt de brug, die valt in de serie buitenwaterbruggen op IJburg. De overspanning wordt gedragen door pijlers in de vorm van de ribben van een op de punt staande piramide. In het ontwerp kreeg de brug twee rijbanen met aan weerszijden twee voet/fietspaden.
2100 · 2102 · 2103 · 2105 · 2106 · 2107 · 2108 · 2109 · 2110 · 2111 · 2112 · 2113 · 2114 · 2115 · 2120 · 2121 · 2125 · 2127 · 2128 · 2129 · 2130 · 2131 · 2132 · 2133 · 2134 · 2135 · 2136 · 2137 · 2138 · 2139 · 2140 · 2141 · 2142 · 2143 · 2144 · 2145 · 2146 · 2147 · 2148 · 2149 · 2150 · 2151 · 2152 · 2153 · 2154 · 2155 · 2156 · 2157 · 2158 · 2159 · 2160 · 2161 · 2162 · 2163 · 2164 · 2165 · 2166 · 2167 · 2168 · 2169 · 2170 · 2171 · 2172 · 2173 · 2174 · 2175 · 2176 · 2178 · 2179 · 2180 · 2181 · 2182 · 2183 · 2184 · 2185 · 2186 · 2188 · 2189 · 2190 · 2191 · 2192 · 2193 · 2194 · 2195 · 2196 · 2197 · 2198 · 2199
Overige brugnummers zijn niet (meer) vergeven, behalve brug 2177, een verdwenen brug in Park Frankendael.